# Bahrain Victorious Development Team
Das Bahrain Victorious Development Team ist ein bahreinisches Radsportteam mit Sitz in Manama.

## Organisation und Geschichte
Das Team wurde 2005 in Italien gegründet, seit 2019 ist das Team im Besitz einer Lizenz als UCI Continental Team. Seit 2023 ist das Team als offizielles Development Team in die Teamstrukturen des UCI WorldTeam Bahrain Victorious integriert, seit 2025 trägt es auch den Namen des WorldTeams und ist in Bahrein registriert. 
Im Team sind hauptsächlich U23-Fahrer, die an Rennen der UCI Continental Tour und des nationalen Kalenders teilnehmen. Zur Saison 2025 wurden gleich fünf Fahrer in das WorldTeam übernommen. 

## Saison 2025
Mannschaft
| Teamkader 2025          | Teamkader 2025     | Teamkader 2025 | Teamkader 2025                 |
| Name                    | Geburtsdatum       | Land           | Vorheriges Team                |
| ----------------------- | ------------------ | -------------- | ------------------------------ |
| Elia Andreaus           | 14. April 2006     | Italien        |                                |
| Marco Andreaus          | 25. September 2003 | Italien        |                                |
| Santiago Basso          | 26. Mai 2006       | Italien        |                                |
| Alessandro Borgo        | 6. Februar 2005    | Italien        |                                |
| Kasper Borremans        | 21. August 2006    | Finnland       | Cannibal B Victorious (2024)   |
| Thomas Capra            | 3. Februar 2005    | Italien        |                                |
| Leonardo Consolidani    | 6. Mai 2006        | Italien        |                                |
| Seth Dunwoody           | 24. Oktober 2006   | Irland         |                                |
| Nolan Huysmans          | 7. Januar 2006     | Belgien        |                                |
| Ahmed Madan             | 25. August 2000    | Bahrain        | Bahrain Victorious (2024)      |
| Lorenzo Mottes          | 15. September 2005 | Italien        |                                |
| Ahmed Naser             | 4. November 2000   | Bahrain        | Bahrain Cycling Academy (2023) |
| Bryan Olivo             | 4. Januar 2003     | Italien        |                                |
| Jakob Omrzel            | 21. März 2006      | Slowenien      |                                |
| Yoshiki Terada          | 23. Januar 2002    | Japan          | Shimano Racing Team (2024)     |
|                         |                    |                |                                |
| Quelle: ProCyclingStats |                    |                |                                |

Erfolge
| Siege | Siege  | Siege | Siege  | Siege  | Siege |
| Datum | Rennen | Staat | Klasse | Sieger |       |
| ----- | ------ | ----- | ------ | ------ | ----- |

## Erfolge pro Saison
| Rennserie                 | 2019 | 2020 | 2021 | 2022 | 2023 | 2024 |
| ------------------------- | ---- | ---- | ---- | ---- | ---- | ---- |
| UCI ProSeries             | -    | -    | -    | -    | -    | -    |
| UCI Continental Circuits  | 4    | 1    | 1    | 9    | 6    | 6    |
| nationale Meisterschaften | -    | 2    | 1    | 1    | 1    | 2    |

## Platzierungen in der UCI-Weltrangliste
| World Ranking | World Ranking | World Ranking            | World Ranking |
| Jahr          | Teamwertung   | Einzelwertung            |               |
| ------------- | ------------- | ------------------------ | ------------- |
| 2019          | 90.           | Giovanni Aleotti (273. ) |               |
| 2020          | 97.           | Giovanni Aleotti (494. ) |               |
| 2021          | 114.          | Fran Miholjević (527. )  |               |
| 2022          | 57.           | Fran Miholjević (354. )  |               |
| 2023          | 95.           | Davide De Cassan (606. ) |               |
| 2024          | 69.           | Daniel Skerl (708. )     |               |
|               |               |                          |               |
| Quelle: UCI   |               |                          |               |